# Lush Life (Billy-Strayhorn-Lied)
Lush Life ist ein von Billy Strayhorn geschriebener Jazzstandard, mit dem er 1938 bei Duke Ellington vorspielte. Der ursprüngliche Titel, Life is lonely, wurde im Laufe der Zeit nach der Textzeile I live a lush life in Lush Life umbenannt. Erst 1948 wurde die Ballade veröffentlicht.

## Hintergrund und Kennzeichen des Songs
Strayhorn war erst 18 Jahre alt, als er 1933 begann, am Song zu arbeiten und dessen Hauptteil des Liedes schrieb; er vollendete den Song 1938. Lush Life zeichnet sich durch einen raffinierten Aufbau aus und ist nicht in der üblichen Liedform AABA verfasst, sondern in einer 52-taktigen AABCC-Form, wobei es zwei verschiedene Varianten des C-Teiles gibt. Strayhorns Liedtext beschreibt den Kummer nach einer gescheiterten Liebe: Der Dandy und Lebemann, der Jazz ebenso wie Cocktails schätzte und in teuren Bars herumhing, blieb im Grunde seines Herzens einsam. Der Text zählt heute „zu den Highlights der amerikanischen Gebrauchslyrik.“
Ellington mochte den Song zwar nicht. Dennoch war Lush Life und das gleichfalls vorgespielte Something to Live For laut Ellingtons Sohn Mercer Ellington der ausschlaggebende Grund für Ellington, Strayhorn im Jahr 1939 in seiner Band anzustellen. Es war der Beginn einer lang anhaltenden Zusammenarbeit von Ellington und Strayhorn, bei der Strayhorn sein eigenes Werk zurückstellte und Ideen Ellingtons vollendete.
Für Strayhorn war der Song „ein privates Refugium“, weshalb er zunächst nicht daran dachte, ihn aufzunehmen oder über einen Verlag zu veröffentlichen. Strayhorn spielte aber den Song gelegentlich auf privaten Partys, wo ihn 1948 auch Norman Granz hörte, der Strayhorn überredete, den Song zu veröffentlichen.

## Rezeptionsgeschichte
Die erste Aufnahme des Songs erfolgte am 13. November 1948 bei einem von Ellingtons Carnegie-Hall-Konzerten mit der Sängerin Kay Davis und Strayhorn am Piano; diese Aufnahme fand jedoch zunächst keine Verbreitung. 1949 folgte die erste kommerzielle Aufnahme: Sie stammt von Nat King Cole, der den Song als Latin Jazz spielte und bei seinem Vortrag auch Textfehler machte. Strayhorn war darüber verärgert.
1953 folgten zwei Instrumentalversionen von Harry James und von Chet Baker/Russ Freeman. 1954 verwendete Strayhorn den Song als Schlussnummer in der Musical-Show Rose-Colored Glasses. Strayhorn nahm Lush Life für seine Solo-LPs The Peaceful Side von 1961 und für die 1964er Lush Life [Red Baron] auf.
John Coltrane nahm das Lied zweimal auf: Die erste Aufnahme stammt aus dem Jahre 1958 als Titelstück eines Albums, das bei Prestige Records erschien. Die zweite Aufnahme von 1963 mit seinem Quartett und dem Crooner Johnny Hartman auf dem Album John Coltrane and Johnny Hartman gilt als mustergültige Interpretation. Sie wurde in die Grammy Hall of Fame aufgenommen. Tony Scott beschäftigte sich intensiv mit dem facettenreichen Song und nahm ihn in sehr unterschiedlichen Versionen auf – eine Doppel-CD lang. Wie Strayhorn haben auch diese Musiker nicht nur, wie das im Jazz üblich ist, den Chorus gespielt, sondern auch den Verse interpretiert. Dies ist in der Folge so üblich geblieben; eine Ausnahme stellte 1971 die Interpretation von Stan Getz dar, der nur den Chorus spielte. Es sind auch Interpretationen von Ella Fitzgerald, Sarah Vaughan, Kevin Mahogany Jimmy Rowles (Plays Duke Ellington and Billy Strayhorn, 1981) zu nennen.
Nancy Wilson (1967) und Linda Ronstadt (1984, mit Nelson Riddle) nahmen ihrerseits das Lied auf und benannten jeweils Alben danach. Auch Donna Summer interpretierte Lush Life (1982), ebenso wie der Crooner Johnny Mathis auf seinem Duke-Ellington-Tribut In a Sentimental Mood (1990) und Natalie Cole in ihrem 1991 veröffentlichten Album „Unforgettable With Love“.
Der Song wurde schließlich Strayhorns Erkennungsmerkmal. Die Biographie Strayhorns von David Hajdu heißt dementsprechend Lush Life. Unter dem Titel Lush Life nahm der Tenorsaxophonist Joe Henderson ein viel gelobtes Tribute-Album mit Kompositionen Strayhorns auf.

### Verwendung im Film
Lush Life wurde auch mehrmals in Spielfilmen eingesetzt:
- Dead Again (1991, Kenneth Branagh)
- Living Out Loud (1998, Queen Latifah)
- Sidewalks of New York (2001, Chet Baker)